# 毛以焞
毛以焞（？—？），字允享，號瓊山，南直隶苏州府吴江县黎里镇人，明朝政治人物。

## 生平
万历三十一年（1603年）癸卯科应天乡试舉人，三十二年（1604年）甲辰科进士，吏部觀政，本年授陈留知县，三十八年升南兵部武选司主事，四十年升员外，四十一年升職方司郎中，丁憂，四十五年復除兵部武库司郎中，以痰疾卒于家。

## 家族
曾祖毛原，贈朝議大夫雲南參議。祖毛衢，嘉靖二年进士，四川提学副使，进阶中宪大夫，崇祀名宦。父毛寿南，万历十四年進士，陕西道御史，崇祀乡贤、名宦。兄毛以煃，万历二十八年舉人，官雲南按察司副使。